# Schierwaldenrath

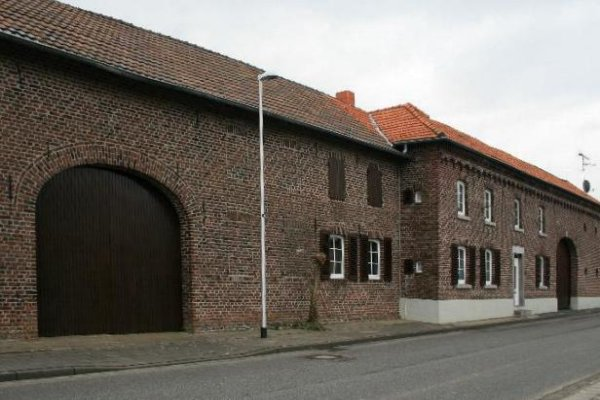
Denkmalgeschützte Hofanlage

Schierwaldenrath ist ein Ortsteil der Gemeinde Gangelt im Kreis Heinsberg in Nordrhein-Westfalen.

## Geographie

### Lage
Schierwaldenrath liegt ca. 4,5 km nordöstlich von Gangelt an der Kreisstraße 3. In der Nähe des Ortes befindet sich am Saeffeler Bach das Naturschutzgebiet Höngener- und Saeffeler Bruch.

### Gewässer
Bei Starkregen und bei Schneeschmelze fließt das Oberflächenwasser aus den Bereich Schierwaldenrath in den Saeffeler Bach (GEWKZ 2818222) und dann weiter über den Rodebach in die Maas. Der Saeffeler Bach hat eine Länge von 12,747 km bei einem Gesamteinzugsgebiet von 47,479 km².

### Nachbarorte
| Langbroich | Braunsrath                                  | Pütt       |
| Brüxgen    | Kompassrose, die auf Nachbargemeinden zeigt | Waldenrath |
| Vinteln    | Kreuzrath                                   | Birgden    |

### Siedlungsform
Schierwaldenrath ist ein einzeiliges, beidseitig bebautes Straßendorf am Saeffeler Bach.

## Geschichte

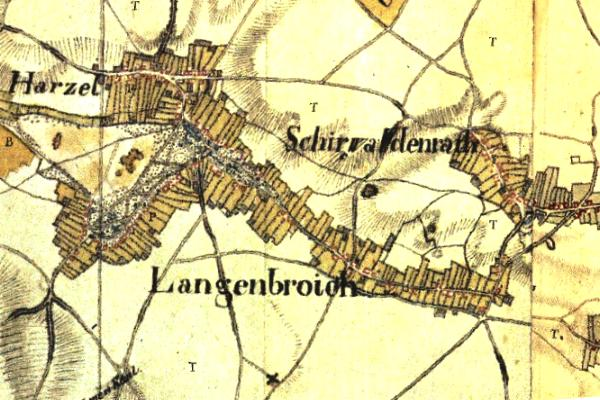
Schierwaldenrath auf der Tranchotkarte 1803–1820

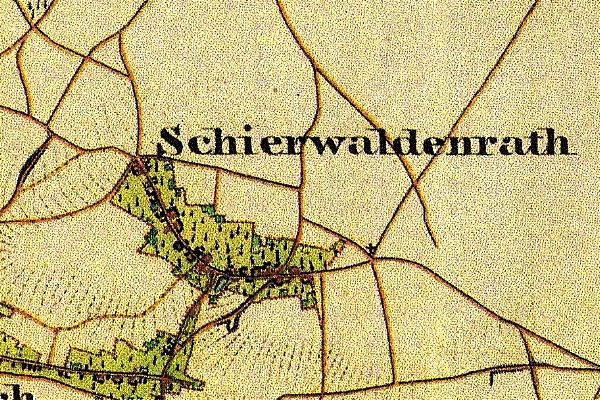
Schierwaldenrath auf der Urkatasterkarte von 1846

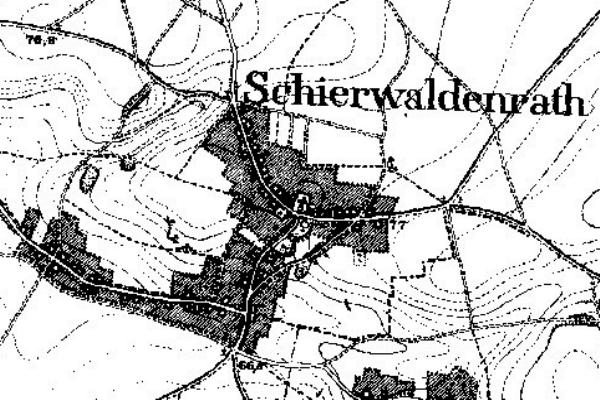
Schierwaldenrath auf der Neuaufnahme von 1912

### Ortsname
- 1581 Schewrwalderadt
- 1584 Schurwaleradt
- 1662 Schur Waldenrath
- 1820 Schirwaldenrath
- 1846 Schierwaldenrath

### Ortsgeschichte
Schierwaldenrath gehörte früher zum Jülicher Amt Millen. Die Ortsnamen-Deutung kann im Zusammenhang mit der ursprünglichen Zusammengehörigkeit von Schierwaldenrath zum Pfarrsprengel und Gericht Breberen gesehen werden. Es ist möglich, dass die Siedlung von Waldenrath aus in diesem nicht zum eigenen Pfarrsprengel gehörenden Bereich angelegt wurde.
Schierwaldenrath hatte 1828 insgesamt 213 Einwohner, 1852 waren es 249 Einwohner. Schierwaldenrath bildete mit den Orten Langbroich und Harzelt die Gemeinde Schierwaldenrath. Mit dem Gesetz zur Neugliederung von Gemeinden des Selfkantkreises Geilenkirchen-Heinsberg vom 24. Juni 1969 wurde die Gemeinde Schierwaldenrath am 1. Juli 1969 in die Gemeinde Gangelt eingegliedert.
Beim Wettbewerb Unser Dorf hat Zukunft ist Schierwaldenrath ständiger Teilnehmer. So wurde der Ort 2011 mit der Goldmedaille auf Kreisebene ausgezeichnet. Auf Landesebene errang der Ort 2012 eine Silberplakette. Das Dorf nennt sich zu Recht Golddorf.

### Kirchengeschichte

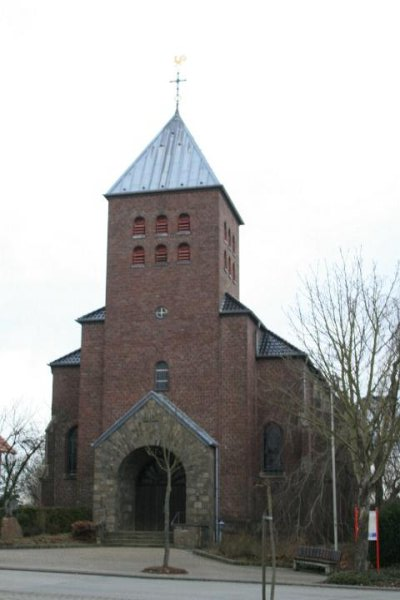
Katholische Pfarrkirche

Die Pfarre St. Anna Schierwaldenrath ist seit 1804 eigenständig. Die Bevölkerung besteht zum größten Teil aus Katholiken.
Die Bewohner von Schierwaldenrath wandten sich 1789 mit einer Bittschrift an ihren Ortspfarrer von Breberen, den Bau einer eigenen Kapelle zu befürworten. Wegen des weiten Kirchwegs kam er dieser Bitte nach. 1804 wurde Schierwaldenrath zur eigenständigen Pfarre erhoben. Zwischen 1887 und 1888 wurde die 1790 erbaute Kapelle durch eine neue Kirche nach Plänen von Erasmus Schüller ersetzt und am 30. Juli 1889 geweiht. 
Im Zuge der Pfarrgemeindereformen im Bistum Aachen wurde die ehemals eigenständige katholische Pfarrgemeinde St. Anna Schierwaldenrath in die Weggemeinschaft der katholischen Pfarrgemeinden Gangelt eingegliedert.

### Schulwesen
- Volksschule Schierwaldenrath, 1965: 3 Klassen, 3 Lehrerstellen, 94 Kinder

## Politik
Gemäß § 3 (1) f) der Hauptsatzung der Gemeinde Gangelt ist Schierwaldenrath ein Gemeindebezirk. Der wird durch einen Ortsvorsteher im Gemeinderat der Gemeinde Gangelt vertreten. Ortsvorsteher des Gemeindebezirks ist Hans Ohlenforst. (Stand 2013)

## Infrastruktur
- Es existieren mehrere landwirtschaftliche Betriebe mit Tierhaltung, ein Pferdehof, ein Bauunternehmen, ein Friseur, ein Lieferant für Baustoffe und mehrere Kleingewerbebetriebe.
- Der Kindergarten Elternverein Regenbogen e. V. hat den Standort am Palz.[10]
- Die hier endende Dampfeisenbahn und das Kleinbahnmuseum der Selfkantbahn befinden sich in Schierwaldenrath am historischen Bahnhof.[11]
- Der Ort hat Anschluss an das Radverkehrsnetz NRW.

## Sehenswürdigkeiten

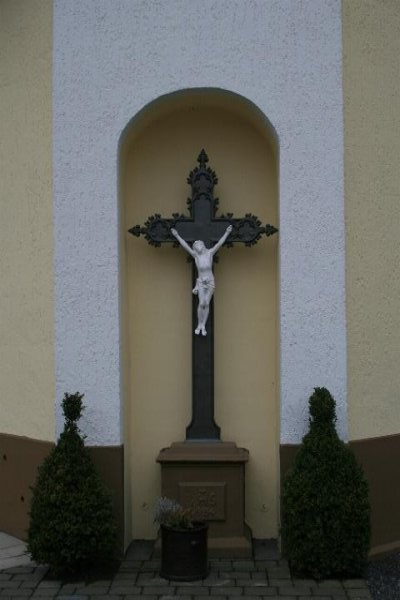
Wegekreuz

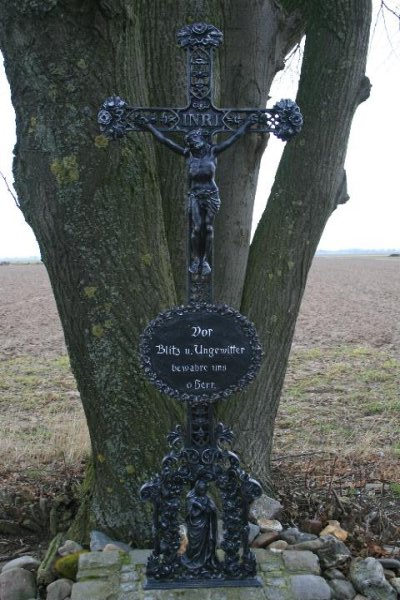
Wetterkreuz

- Katholische Pfarrkirche St. Anna Schierwaldenrath als Denkmal Nr. 48
- Buntverglasung in der katholischen Pfarrkirche[12]
- Windmühle Breberen als Denkmal Nr. 30
- Haus Altenburg in Breberen als Denkmal Nr. 31
- Backsteinhofanlage Palz 17 als Denkmal Nr. 53
- Wegekreuz, Am Bahnhof 17, als Denkmal Nr. 49
- Wegekreuz, Ende der Oberstraße als Denkmal Nr. 50
- Hagelkreuz in Schierwaldenrath als Denkmal Nr. 51
- Selfkantbahn

## Vereine
- Ortsring Schierwaldenrath
- Freiwillige Feuerwehr Gangelt, Löscheinheit Schierwaldenrath
- St. Joachim Schützenbruderschaft Schierwaldenrath
- Chorgemeinschaft Langbroich-Schierwaldenrath
- Musikverein Schierwaldenrath
- Spielmannszug Schierwaldenrath
- Spiel Vereinigung SVG Birgden, Langbroich, Schierwaldenrath
- Karnevalsgesellschaft Scherwauerer Heggeströöper Schierwaldenrath
- Frauengemeinschaft Schierwaldenrath
- Jugendgruppe Schierwaldenrath
- Sozialverband VdK Deutschland Ortsverband Birgden betreut Schierwaldenrath

## Regelmäßige Veranstaltungen
- Vogelschuss der Bruderschaft
- Patronatsfest und Kirmes
- St.-Martin-Umzug
- Dorffest
- Adventskonzert des Musikvereins
- Karnevalistische Veranstaltungen
- Lagerfeuerfete

## Verkehr

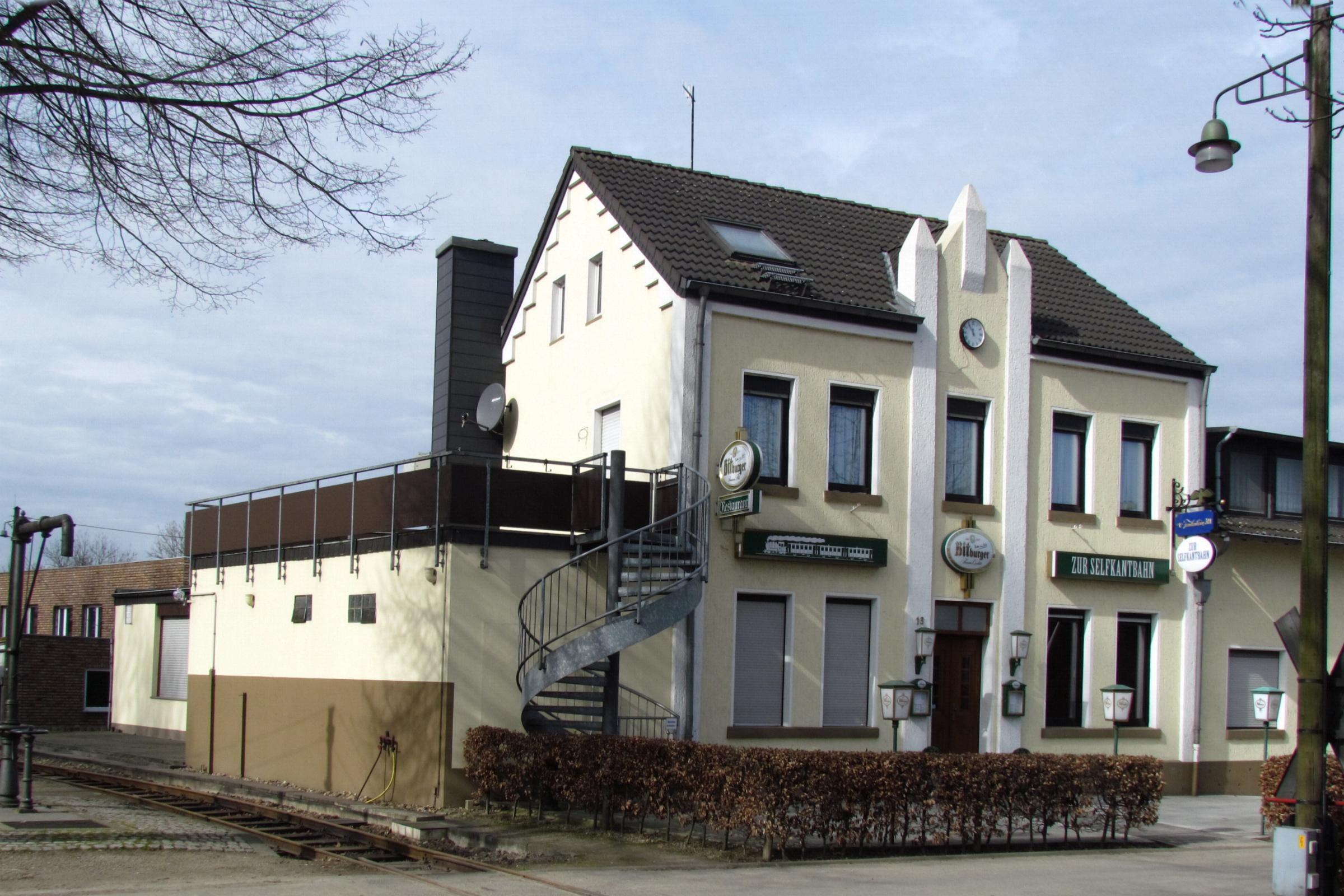
Bahnhofsgebäude

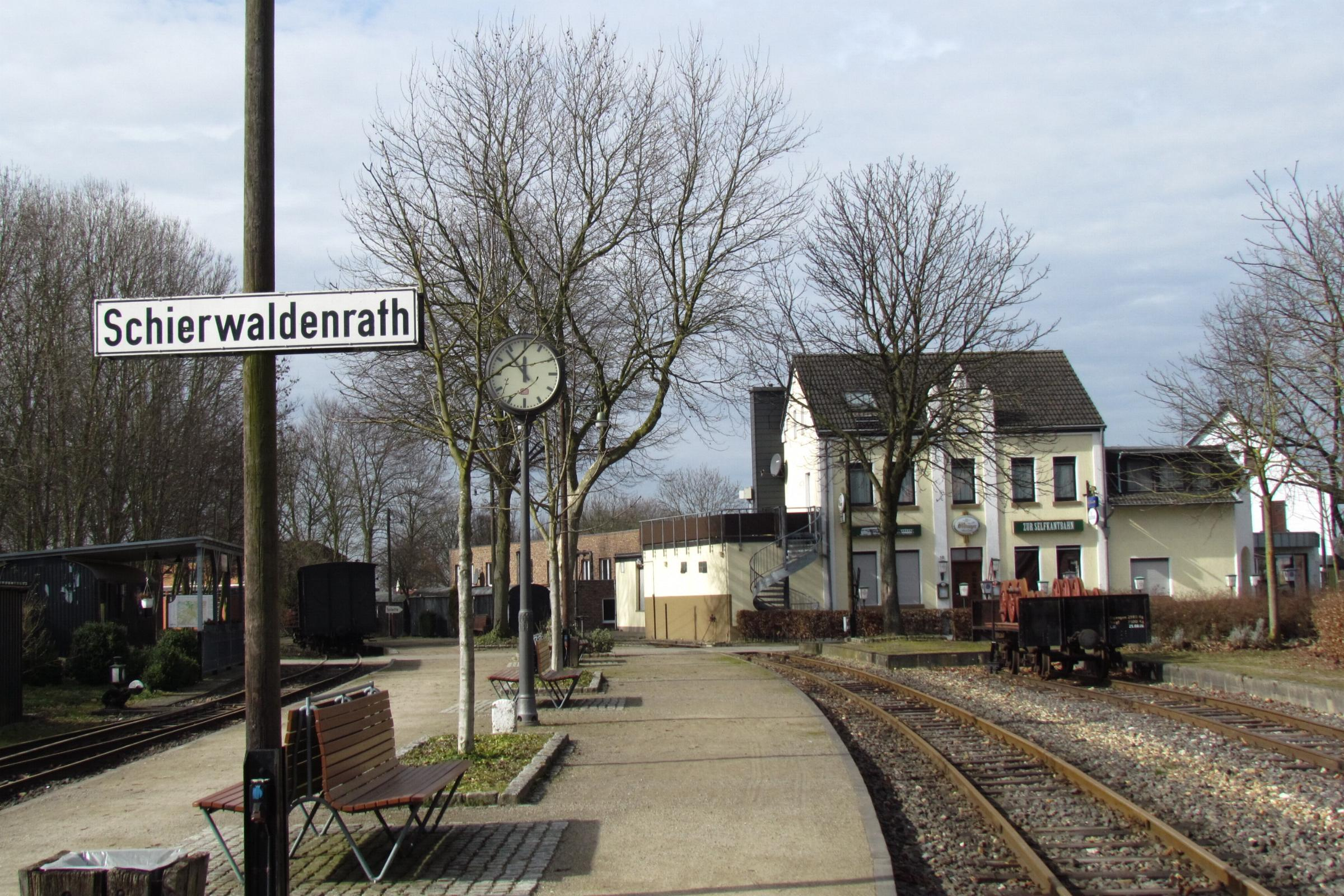
Historische Bahnanlage

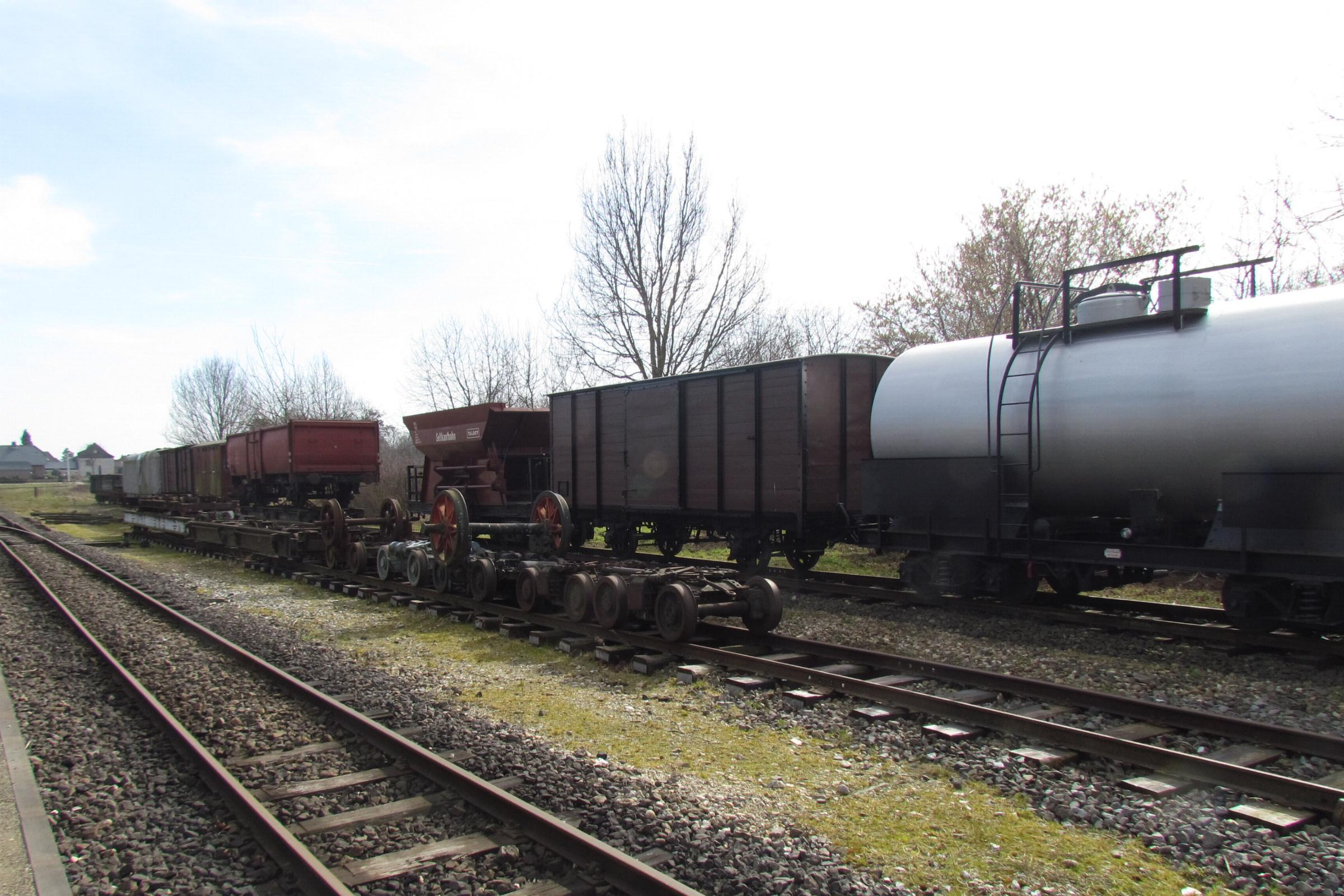
Schienen und Bahnanlage

### Autobahnanbindung
| BAB | Streckenabschnitt        | Anschlussstelle | Entfernung |
| --- | ------------------------ | --------------- | ---------- |
| A46 | Heinsberg – Düsseldorf   | AS Heinsberg    | 10 km      |
| A44 | Aachen – Mönchengladbach | AS Aldenhoven   | 25 km      |
| A4  | Aachen – Köln            | AS Weisweiler   | 35 km      |

### Bahnanbindung
Ab Bahnhof Geilenkirchen (ca. 10 km Entfernung)
| Linie | Linienbezeichnung | Linienverlauf                              |
| ----- | ----------------- | ------------------------------------------ |
| RE 4  | Wupper-Express    | Aachen–Mönchengladbach–Düsseldorf–Dortmund |
| RB 33 | Rhein-Niers-Bahn  | Aachen–Mönchengladbach–Krefeld–Duisburg    |

Am Bahnhof Schierwaldenrath endet heute der Museumszug „Selfkantbahn“ aus Gillrath.

### Busanbindung
Die AVV-Linien 423, 434 und 472 der WestVerkehr verbinden Schierwaldenrath an Schultagen mit Gangelt, Geilenkirchen und Heinsberg. 
Zudem verkehrt der Multi-Bus seit dem 9. Juni 2024 kreisweit erweitert und zu einheitlichen Bedienzeiten. Mehr Informationen gibt es bei West-Verkehr.
| Linie | Linienverlauf |
| ----- | --- |
| 423   | (Stahe – Niederbusch) / (Kreuzrath – Birgden – Schierwaldenrath – Langbroich) – Birgden Schule oder Breberen Grundschule – (Schümm ←) Kievelberg – Hastenrath – Gangelt – Mindergangelt – Gangelt Bf – Vinteln – Langbroich |
| 434   | Geilenkirchen Bf – Bauchem – Niederheid – Hatterath – Gillrath – Birgden – Schierwaldenrath Bf – Langbroich – Schümm – Brüxgen – Breberen – Saeffelen – Heilder – Höngen                                                    |
| 472   | Heinsberg Busbf – Schleiden / (Aphoven – Laffeld – Scheifendahl – Erpen) – Straeten – Waldenrath – Birgden (– Schierwaldenrath – Langbroich – Vinteln – Gangelt)                                                            |

## Straßennamen
Alter Kirchweg, Am Bahnhof, Brökerstraße, Hinter dem Dorf, Klein Feldchen, Maarstraße, Oberstraße, Palz, Pater-Raes-Straße